# Gur-e Amir

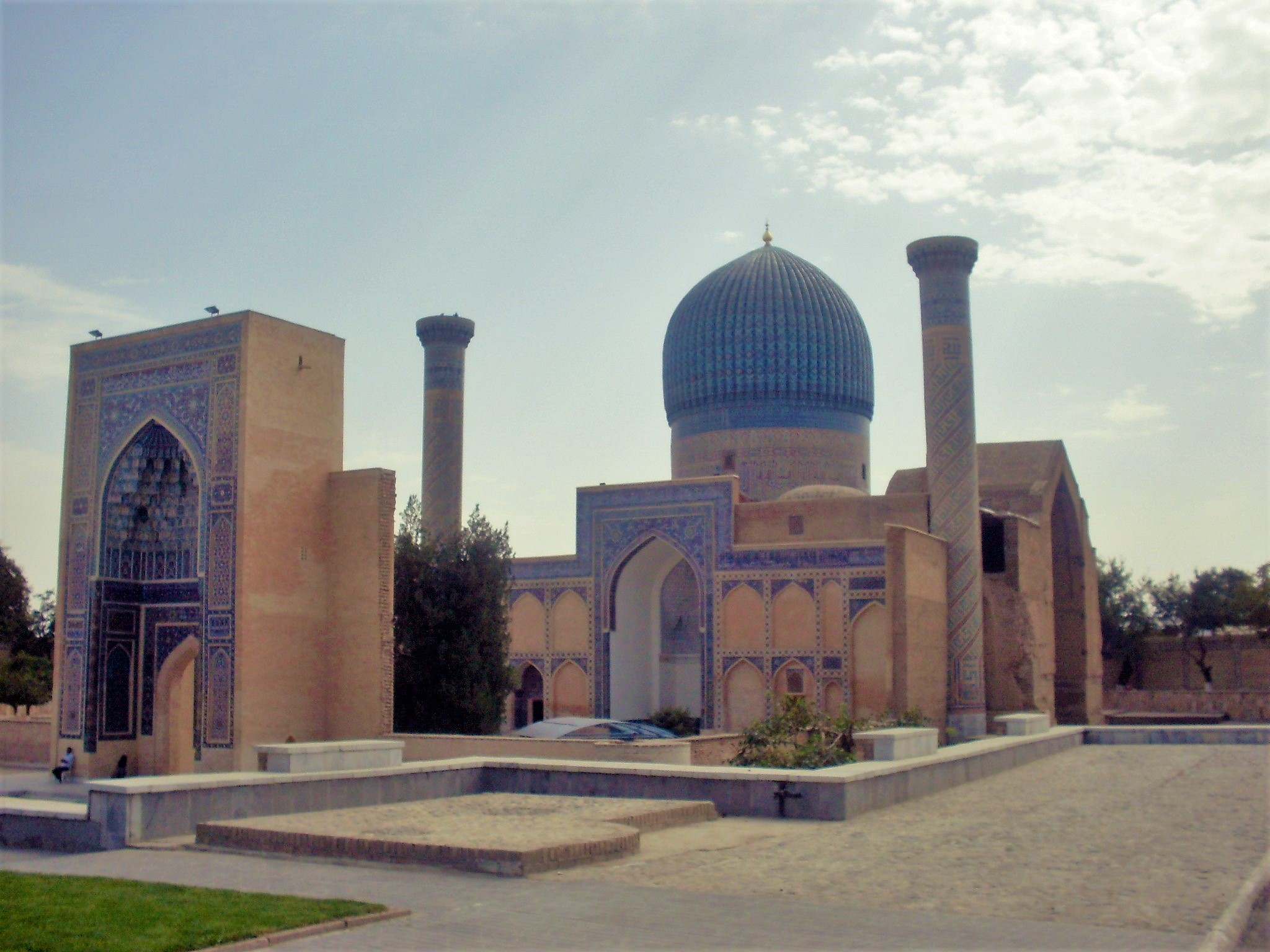
El iwan, rodeado por un conjunto escultórico dispuesto de forma geométrica.

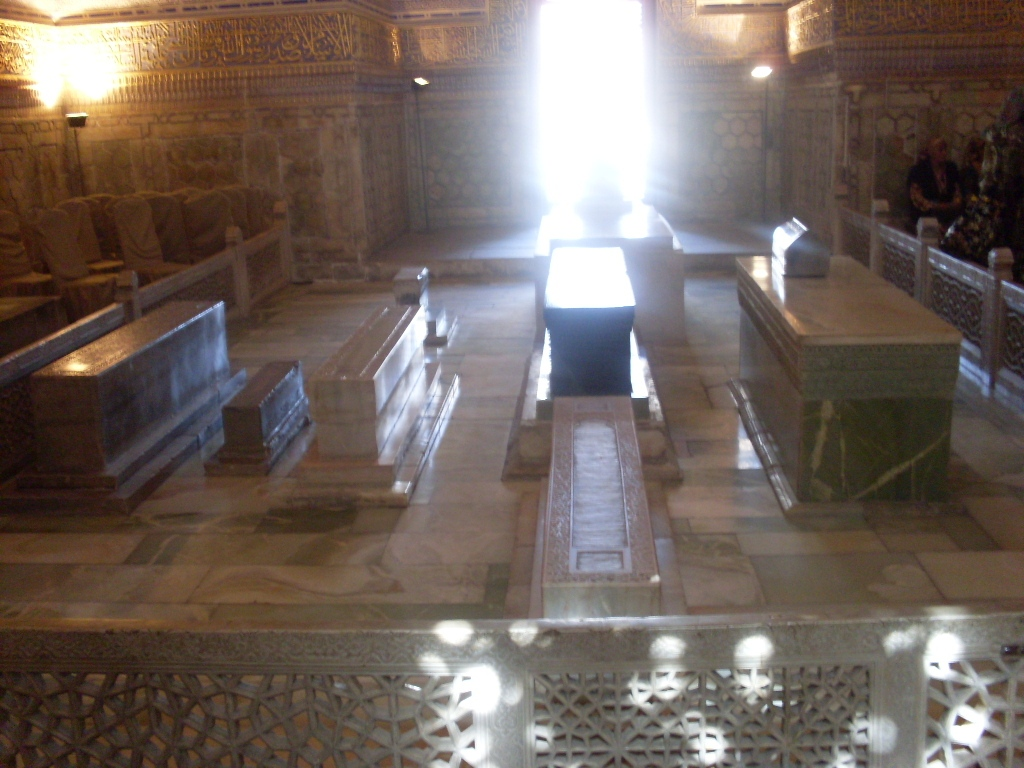
El iwan, rodeado por un conjunto escultórico dispuesto de forma geométrica.

El Gur-e Amir (en persa: گور امیر) es el mausoleo del conquistador asiático Tamerlán (también conocido como Timur ) en Samarcanda, actual Uzbekistán.
Ocupa un importante lugar en la historia de la arquitectura islámica como precursor y modelo de las grandes tumbas de Humayun en Delhi y del Taj Mahal en Agra, construidas por los descendientes de Tamerlán,  la dinastía mogol que dominó el norte de la India.

## Historia
Gur-e Amir significa en persa 'tumba del Rey'. Este complejo arquitectónico, coronado por una cúpula bulbosa de color azul celeste, contiene las tumbas de Tamerlán, de sus hijos Shahruj y Miran Shah, de su nieto Ulugh Beg (r. 1447-1449) y del sultán Muhammad (r. 1405-1407). Mir Said Baraka, maestro de Tamerlán, también descansa en el mausoleo.
La parte más antigua del complejo fue construida a finales del siglo XIV por orden del sultán Muhammad. Ya solo quedan los cimientos de la madrasa y la khanaka, la entrada al portal y parte de uno de los cuatro minaretes. 
La construcción del mausoleo comenzó en 1403, tras la muerte repentina del sultán Muhamad, el heredero y nieto predilecto de Tamerlán. Timur había construido para sí mismo una pequeña tumba en Shakhrisyabz cerca de su palacio de Aq Saray. Sin embargo, cuando Timur murió en 1405 al comenzar la campaña para conquistar China, los caminos hacia Shakhrisyabz estaban inundados, por lo que se decidió que fuese incinerado. Ulugh Beg, otro nieto de Tamerlán, completó su trabajo. Durante su reinado el mausoleo se convirtió en la cripta familiar de la dinastía timúrida.

## Arquitectura

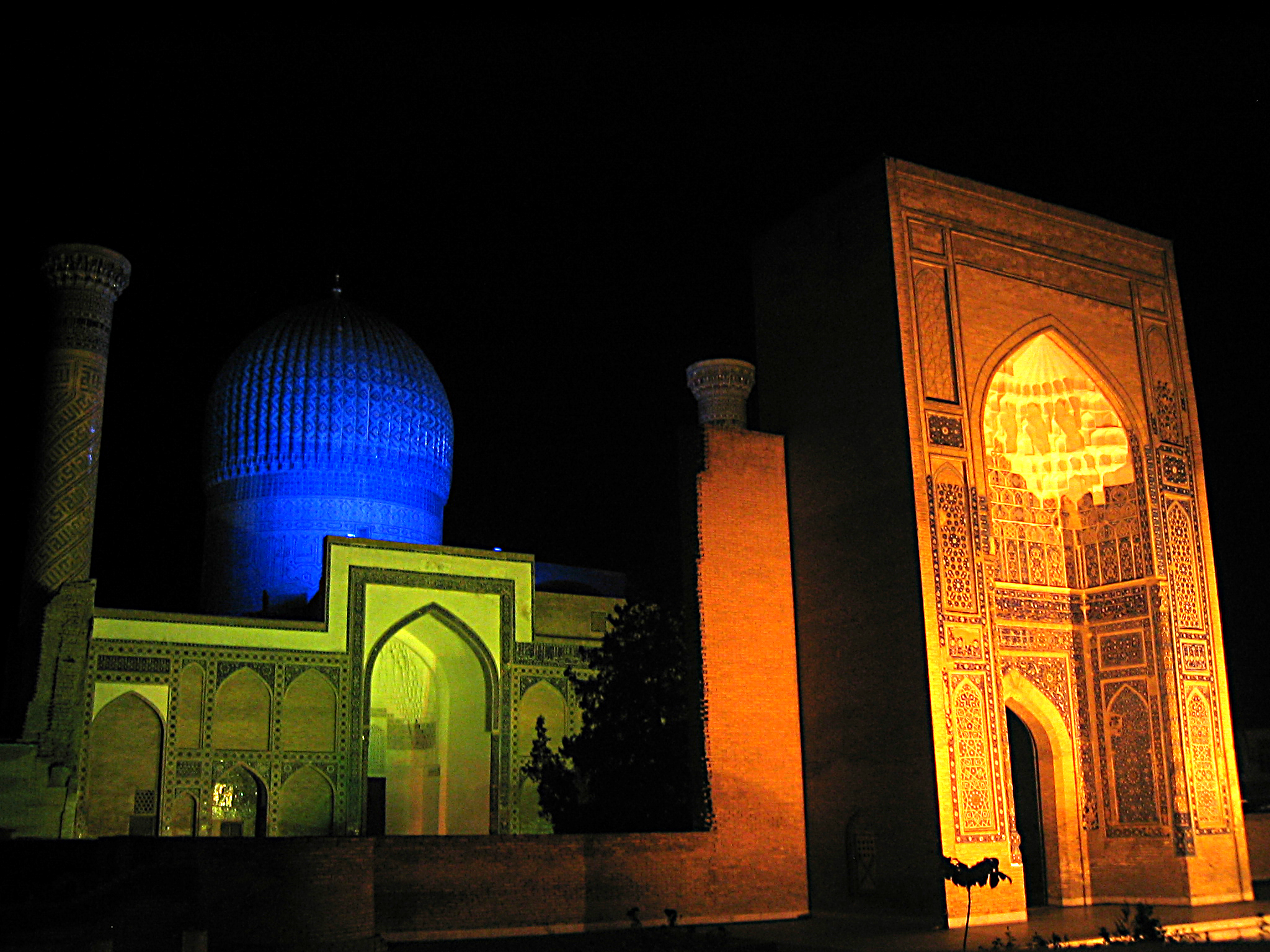
Gur-e Amir de noche.

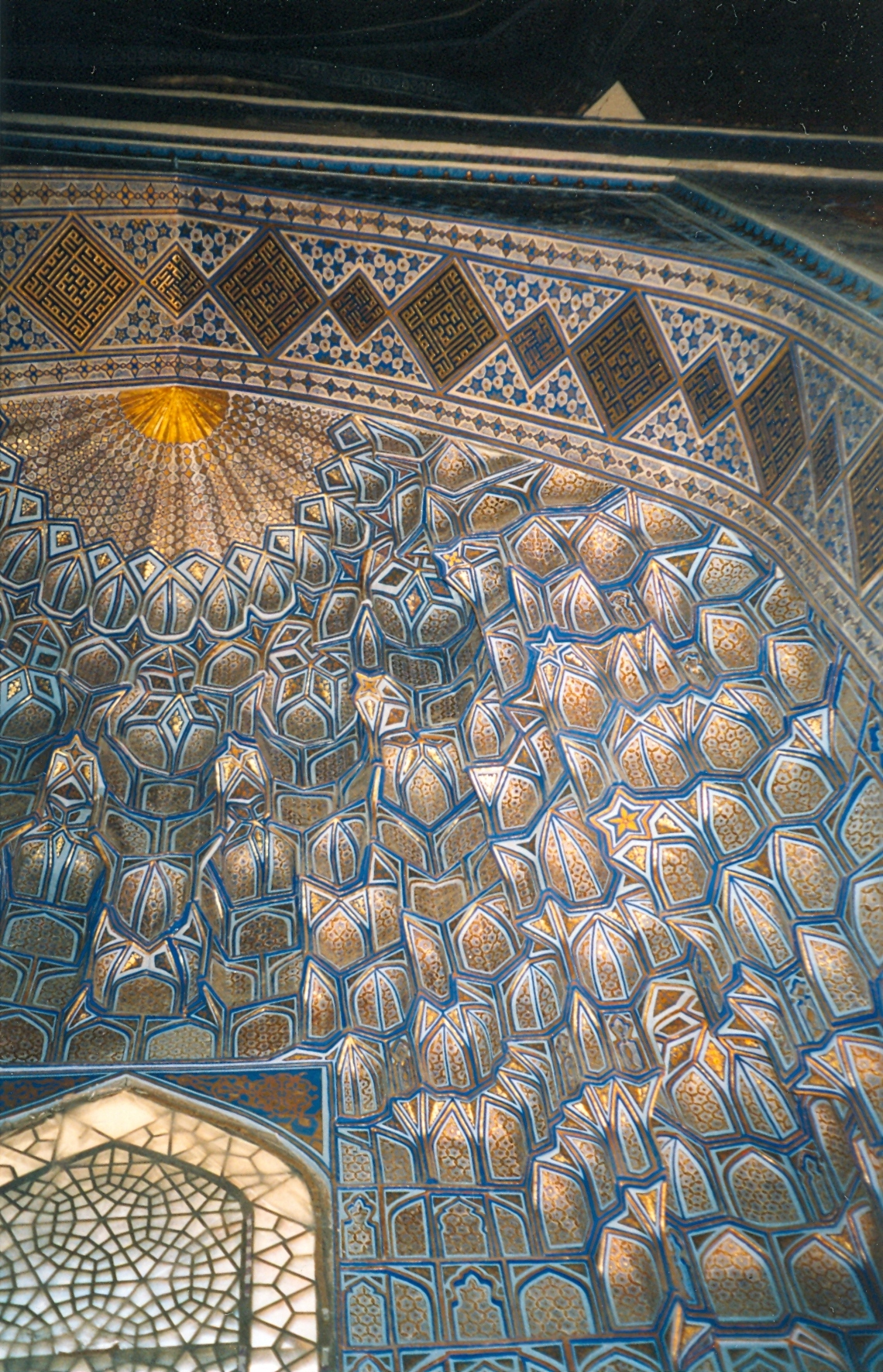
Detalle del interior del mausoleo.

El portal de entrada (ver imagen) está ricamente decorado con ladrillos tallados en varios mosaicos. La decoración del portal fue terminada por el habilidoso maestro (ustad) Muhammad bin Mahmud Isfahani.
El mausoleo Gur-e Amir tiene una única cúpula. Es destacable su simplicidad en la construcción y la solemne monumentalidad de su apariencia. Es una construcción octaédrica coronada por una cúpula azul celeste (ver imagen). La decoración de las paredes exteriores consiste en azulejos de color azul, azul claro y blanco, organizados de forma geométrica y epigráfica sobre un fondo de ladrillos de terracota. La cúpula (de quince metros de diámetro y doce y medio de altura) es de un color azul brillante con profundas escarapelas o rosetones y lunares blancos. Los profundos ribetes vertivales dan una expresividad sorprendente a la cúpula.
Durante el reinado de Ulugh Beg (r. 1447-1449) , se abrió una nueva entrada al mausoleo (ver imagen). Por dentro el mausoleo es amplio, de techos altos con grandes espacios a los lados y decoración diversa. Los muros, en su parte inferior, están cubiertas con bloques de ónice colocados en forma de panel. Cada uno de los bloques está decorado con dibujos detallados. Sobre el panel hay una cornisa con aspecto de estalactita de mármol. Gran parte de las paredes están decoradas con escayolas pintadas; los arcos y la cúpula interna están ornamentados con altos relieves de cartón piedra, dorados y pintados. (ver imagen).

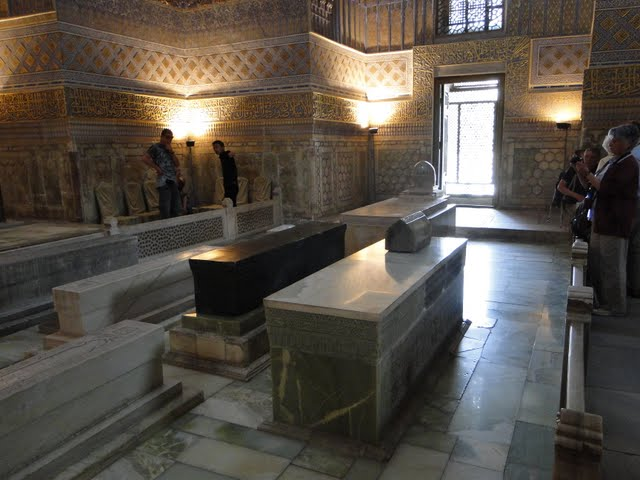
La tumba de Tamerlán es la de piedra negra.

Las lápidas, con vistosas tallas que hay en el interior del mausoleo, indican la situación de las tumbas en una cripta que se localiza exactamente debajo de la cámara principal. Bajo el gobierno de Ulugh Beg se colocó un sólido bloque de jade verde oscuro sobre la tumba de Tamerlán (ver imagen). Antiguamente esta piedra se había usado en un lugar de culto en el palacio del emperador de China y más tarde fue el trono de Kabek Khan (un descendiente de Genghis Kan) en Karshi. Al lado de la tumba de Tamerlán descansan, bajo lápidas de mármol, sus hijos Miran Shah y Shah Rukh, así como sus nietos Muhamad y Ulugh Beg. El consejero espiritual de Tamerlán, Mir Said Baraka, también descansa aquí.

## Historia posterior

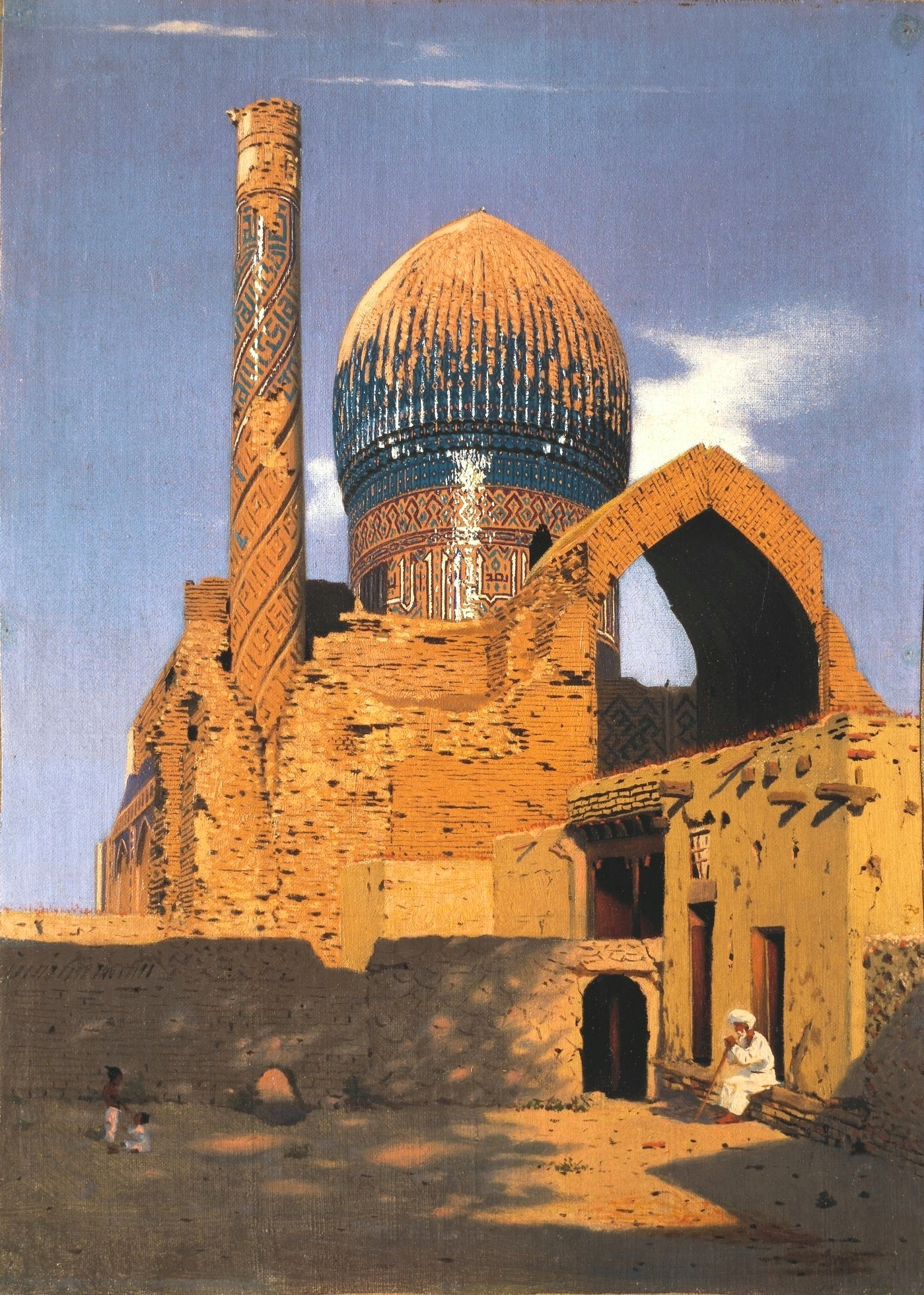
Gur-e Amir. Óleo de Vasili Vereshchaguin. 1870

En 1740, el emperador persa y señor de la guerra Nadir Shah robó la piedra, pero se rompió en dos piezas y empezó a tener muy mala suerte. Sus consejeros le recomendaron que la devolviera inmediatamente. La segunda vez que la piedra fue cambiada de lugar ocurrió en 1941, cuando un grupo de arqueólogos soviéticos abrió la cripta. El arqueólogo Mijaíl Guerásimov fue capaz de reconstruir la cara de Tamerlán a partir de los restos de su calavera. Se pudo confirmar que se trataba de una persona muy alta para su época, pues medía 172 cm, y que pudo haber caminado con una pronunciada cojera. También se pudo investigar más en profundidad la información histórica disponible sobre el asesinato de Ulugh Beg y la autenticidad de las otras tumbas. Sin embargo, el arqueólogo fue asimismo víctima de la maldición, ya que al día siguiente de haber abierto la tumba, Alemania invadió la URSS. La inscripción de la tumba dice: «Cualquiera que viole mi tranquilidad en esta vida o en la siguiente, será objeto de un castigo y miseria inevitables». El esqueleto de Timur y el de Ulugh Beg, su nieto, fueron vueltos a inhumar con ritos islámicos completos en 1942.

## Monumentos cercanos
Algunos consideran que el Gur-e Amir, el mausoleo de Ruhabad y el mausoleo de Aksaray pueden ser tres partes de un mismo conjunto basándose en su parecido.
Ruhabad (siglo XIV) es un pequeño mausoleo (ver imagen) y se ha dicho que contiene un mechón de pelo del profeta Mahoma. Hay una mezquita cerca de la puerta de la madraza. Las tres son muy similares (ver imagen).
El mausoleo de Aksaray (siglo XV), aún no restaurado, está ubicado en una calle tranquila al lado de Gur-e Amir (ver imagen).